# Valentín Menéndez San Juan
Valentín Menéndez y San Juan (Madrid, 2 de julio de 1874-San Sebastián, 30 de octubre de 1944) fue un noble y político español, también conocido por su título nobiliario de conde de la Cimera.

## Biografía
Nació en el distrito de Buenavista de la ciudad de Madrid el 2 de julio de 1874. VI conde de la Cimera desde 1903, fue uno de los miembros fundadores, en noviembre de 1912 del Comité Olímpico Español (COE).
Desempeñó el cargo de senador en las Cortes de la Restauración por la provincia de Huelva, de filiación conservadora, entre 1914 y 1915. Fue presidente del Patronato Nacional de Turismo, sustituyendo a Juan Antonio Güell y López, desde el 4 de julio de 1930 hasta la proclamación de la Segunda República. Durante su mandato tuvo el honor de inaugurar solemnemente primero el 10 de noviembre de 1930 el parador nacional de Úbeda y después el 12 de marzo de 1931 el albergue nacional de carretera de Manzanares, en Ciudad Real, el primero de los doce albergues gemelos promovidos por el Patronato Nacional de Turismo para la red de Paradores Nacionales.
Fue mayordomo de Alfonso XIII, caballero de Calatrava y maestrante de Zaragoza.
Falleció en San Sebastián el 30 de octubre de 1944.